# Новоалексеевка (Крым)
Новоалексе́евка (укр. Новоолексіївка, крымскотат. Novoalekseyevka, Новоалексеевка) — село в Красногвардейском районе Республики Крым, входит в состав Амурского сельского поселения (согласно административно-территориальному делению Украины — Амурского сельского совета Автономной Республики Крым).

## Население
| 2001 | 2014 |
| ---- | ---- |
| 601  | ↗630 |

Всеукраинская перепись 2001 года показала следующее распределение по носителям языка
| Язык             | Процент |
| ---------------- | ------- |
| русский          | 47.92   |
| крымскотатарский | 29.62   |
| украинский       | 15.31   |
| белорусский      | 2.16    |
| молдавский       | 2.16    |

### Динамика численности
| - 1915 год — —/90 чел. - 1926 год — 120 чел. - 1970 год — 519 чел. - 1979 год — 557 чел. - 1989 год — 530 чел. | - 2001 год — 629 чел. - 2009 год — 601 чел. - 2014 год — 630 чел. - 2021 год — 508 чел. |

## География
Новоалексеевка — село на юго-западе района в степном Крыму, высота центра села над уровнем моря — 85 м. Расстояние до райцентра — около 31 километра (по шоссе), село практически примыкает с запада к пгт Октябрьское, там же ближайшая железнодорожная станция Элеваторная. Транспортное сообщение осуществляется по региональной автодороге 35Н-250 от шоссе
35Н-271 (Красноперекопск — Симферополь до Октябрьского) (по украинской классификации — С-0-10639).

## Современное состояние
На 2017 год в Новоалексеевке числится 5 улиц и 1 переулок; на 2009 год, по данным сельсовета, село занимало площадь 73 гектара на которой, в 188 дворах, проживало 629 человек. В селе действует фельдшерско-акушерский пункт (открыто новое здание в 2022 г.), магазин, три фермерских хозяйства, с 1937 года работает сортоиспытательная станция (зерновой госсортоучасток) в «зоне повышенной каштановой степи».

## История
Впервые в доступных источниках селение встречается в Статистическом справочнике Таврической губернии 1915 года, согласно которому в деревне Ново-Алексеевка Бютеньской волостии Перекопского уезда числилось 16 дворов (15 дворов с землёй, 1 — безземельный) с русским населением в количестве 90 человек «посторонних» жителей, из которых 37 мужчин и 53 женщины. Жители владели 924 десятинами удобной земли. В хозяйствах имелось 109 лошадей, 40 волов, 31 корова и 85 голов мелкого скота.
После установления в Крыму Советской власти и учреждения 18 октября 1921 года Крымской АССР, в составе Симферопольского уезда был образован Биюк-Онларский район, в состав которого включили село. В 1922 году уезды получили название округов. 11 октября 1923 года, согласно постановлению ВЦИК, в административное деление Крымской АССР были внесены изменения, в результате которых был ликвидирован Биюк-Онларский район и село включили в состав Симферопольского. Согласно Списку населённых пунктов Крымской АССР по Всесоюзной переписи 17 декабря 1926 года, в селе Ново-Алексеевка, Биюк-Онларского сельсовета Симферопольского района, числилось 22 двора, из них 21 крестьянский, население составляло 120 человек, из них 114 русских, 1 украинец, 3 болгар, 2 грека. Постановлением КрымЦИКа от 15 сентября 1930 года был вновь создан Биюк-Онларский район (указом Президиума Верховного Совета РСФСР № 621/6 от 14 декабря 1944 года переименованный в Октябрьский), теперь как национальный (лишённый статуса национального постановлением Оргбюро ЦК КПСС от 20 февраля 1939 года) немецкий и село включили в его состав. С 1937 г. в селе работает Красногвардейская государственная сортоопытная станция.
После освобождения Крыма от фашистов в апреле, 12 августа 1944 года было принято постановление № ГОКО-6372с «О переселении колхозников в районы Крыма» и в сентябре 1944 года в район приехали первые новоселы (57 семей) из Винницкой и Киевской областей, а в начале 1950-х годов последовала вторая волна переселенцев из различных областей Украины. С 25 июня 1946 года Новоалексеевка в составе Крымской области РСФСР. 26 апреля 1954 года Крымская область была передана из состава РСФСР в состав УССР. Время включения в Амурский сельсовет пока не установлено: на 15 июня 1960 года село уже числилось в его составе. Указом Президиума Верховного Совета УССР «Об укрупнении сельских районов Крымской области», от 30 декабря 1962 года, Октябрьский район был упразднён и Амурское присоединили к Красногвардейскому. По данным переписи 1989 года в селе проживало 530 человек. С 12 февраля 1991 года село в восстановленной Крымской АССР, 26 февраля 1992 года переименованной в Автономную Республику Крым. С 21 марта 2014 года в составе Крыма аннексирована Россией.